# Hitachi Blues
L'Hitachi Blues, ufficialmente HTR 312 per la versione a 3 casse e HTR 412 per quella a 4, è un elettrotreno multi-alimentazione sviluppato e prodotto da Hitachi Rail per i servizi ferroviari di categoria regionale ed InterCity di Trenitalia.

## Storia

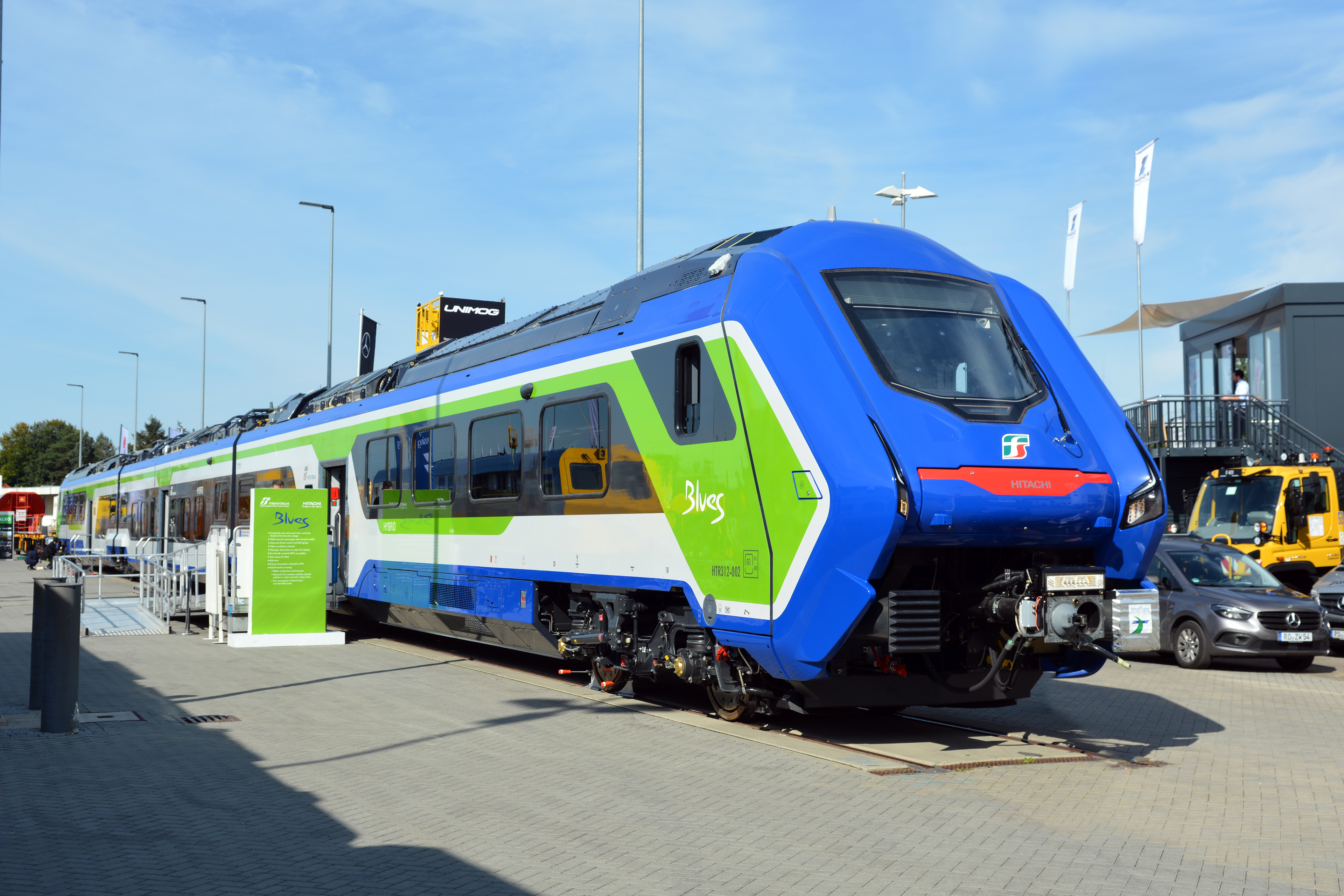
L'elettrotreno HTR 312.002 esposto a Innotrans 2022.

Viene sviluppato da Hitachi Rail in risposta ad una gara di Trenitalia del 2017 per dei treni passeggeri dotati sia di alimentazione da linea aerea di contatto che di propulsione interna autonoma.
La commessa venne preliminarmente assegnata a Stadler Rail nel 2018, ma in fase di negoziazione rilancio passò ad Hitachi Rail.
Successivamente i due concorrenti principali, Stadler stessa e Alstom, presentarono due ricorsi separati al tribunale amministrativo del Lazio, accusando l'azienda ferroviaria di aver accordato ingiustificatamente un trattamento di favore ad Hitachi.
Nel gennaio 2019 il TAR si pronunciò in favore di Hitachi, respingendo il successivo ricorso nel giugno 2020.
La commessa assegnata, del valore di 1,6 miliardi di euro, prevede la fornitura iniziale di 43 convogli fino ad un minimo di 70 ed un massimo di 135 complessivi.
La produzione avviene negli stabilimenti Hitachi Rail di Pistoia, Napoli e Reggio Calabria.
Il 24 e 25 settembre 2020 presso lo stabilimento Hitachi Rail di Pistoia è stata effettuata una prima presentazione, tramite modello in scala, alle associazioni attive nella tutela dei consumatori e delle persone con disabilità.
La mattina del 26 novembre 2020 il primo complesso (HTR 412.001) viene rimorchiato dallo stabilimento Hitachi di Pistoia ai laboratori ferroviari di Osmannoro (Italcertifer/Italferr), per prove di pesatura e sghembatura; il 16 dicembre viene riportato in Hitachi, con programma di iniziare i test per l'AMIS nel corso del 2021, con entrata in servizio commerciale prevista per l'ultimo trimestre dello stesso anno; a febbraio 2021, l'inizio delle consegne viene confermato come atteso per fine anno anche dall'assessore ai trasporti della Regione Toscana. All'arrivo della primavera 2022, nessun Blues aveva tuttavia ancora iniziato il servizio.
Il 27 maggio 2022 due Blues (HTR 412.004 e HTR 412.009) partono come rimorchio dallo stabilimento di Pistoia con destinazione finale la Sardegna. Dopo aver raggiunto lo stretto di Messina, essere sbarcati in Sicilia ed essere stati imbarcati sul traghetto alla volta della Sardegna, al 6 giugno risultavano consegnati al deposito di Cagliari.
Il 23 agosto 2022 un Blues (HTR 412.003) sbarca in Sicilia, dove nei giorni successivi inizia le corse di prova.

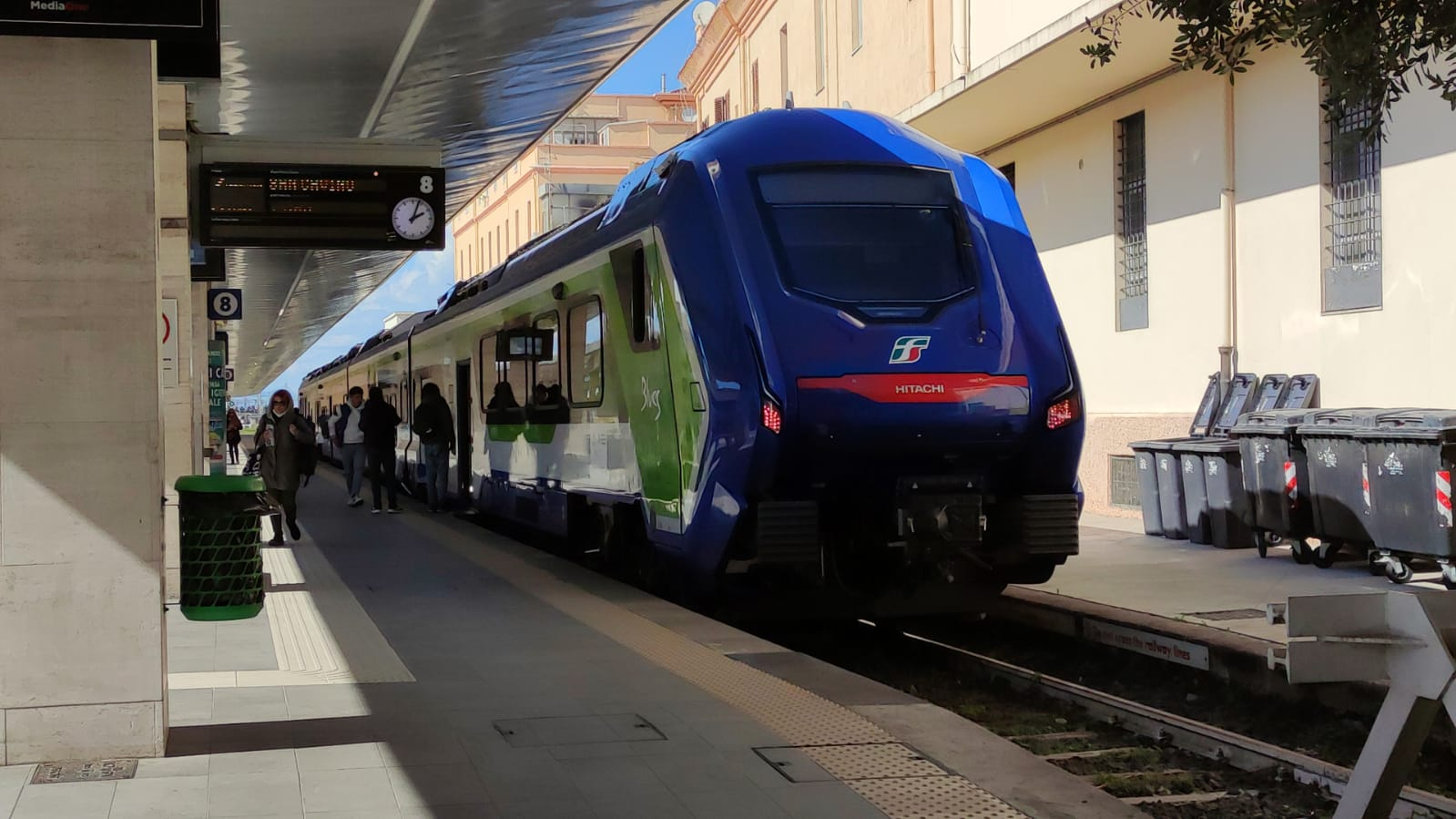
Un HTR.412 "Blues" a Cagliari, durante uno dei suoi primi giorni di servizio su tratte prive di elettrificazione, a marzo 2023.

Il primo Blues entra in servizio a fine 2022, in Sicilia, su ferrovie totalmente elettrificate. Dopo essere stato presentato alla stazione di Palermo Centrale in data 20 dicembre, nei giorni successivi il Blues prende servizio sulla tratta tra Palermo e Termini Imerese della ferrovia Palermo-Messina, con prospetto di estendere a breve i viaggi fino a Messina e poi sulla ferrovia Messina-Siracusa, supportando le ferrovie siciliane prive di elettrificazione un peso assiale massimo di 18 tonnellate, aumentabile fino a 20 tonnellate con limitazioni di velocità, contro le 20 tonnellate piene dei Blues.
Il 2 marzo 2023 i Blues entrano in servizio anche in Sardegna, dopo una presentazione alla stazione di Cagliari, viaggiando per la prima volta su tratte totalmente prive di elettrificazione. Nei giorni successivi vengono immessi in circolazione anche in Toscana, questa volta su relazioni con tratte sia elettrificate che non, potendo quindi esprimere a pieno le proprie potenzialità, mentre a giugno 2023 fanno il loro ingresso nel Lazio sulla relazione Rieti-Terni-Roma.
Nel mese di settembre 2023 esce dagli stabilimenti Hitachi Rail il primo di sette convogli di questo modello dedicati ai servizi InterCity; si tratta di un HTR 412 caratterizzato dalla nuova livrea InterCity basata sui colori bianco e azzurro (in luogo del blu e del verde tipici dei Blues in servizio regionale), allestito con poltrone InterCity differenti rispetto a quelle utilizzate sui convogli InterCity composti con materiale ordinario (che gli HTR 412 vanno a sostituire). Gli HTR 412 InterCity sono impiegati sulle corse di tale categoria lungo la ferrovia Jonica ed in seguito anche su quelle che collegano Bari con Napoli e Roma. A differenza dei treni omologhi per i servizi regionali, gli HTR 412 InterCity non hanno ufficialmente ricevuto il soprannome "Blues".
Sono stati inoltre ordinati quattro HTR 412 nella versione InterCity ma con alimentazione solamente elettrica; il primo di tali mezzi, l’HTR 412.070, è stato consegnato nell’aprile 2025.

## Descrizione
È simile agli Hitachi Rock sia esteticamente, nell'aspetto dei frontali e nelle ampie porte scorrevoli ad anta singola, sia tecnicamente, essendo basato sulla medesima piattaforma, denominata Masaccio da Hitachi Rail; a differenza dei Rock è però un convoglio articolato con 3 o 4 casse a piano singolo su carrelli Jakobs e può funzionare con l'alimentazione da linea aerea di contatto a 3 kV CC, con i generatori diesel (di produzione MTU) oppure con batterie ricaricabili per trazione; come già accennato, dal 2025 ne vengono prodotti anche esemplari a 4 casse con la sola alimentazione elettrica, dotati di due pantografi (mentre gli esemplari in grado di funzionare anche a gasolio ne montano uno solo) e delle batterie e sprovvisti dei generatori.
La classificazione ufficiale dei convogli è HTR 312 per la versione a 3 casse e HTR 412 per quella a 4, dove in HTR la "H" starebbe per hybrid (quindi Hybrid Treno Rapido); si tratta del primo convoglio ad utilizzare tale sigla nella propria classificazione.
La velocità massima omologata è di 160 km/h per tutte le versioni e con tutti i tipi di alimentazione, caratteristica che li rende i primi rotabili italiani in grado di superare i 140 km/h a propulsione termica.
All'aprile 2022, vicino ad iniziare il pre-esercizio, rimane tuttavia ancora poco chiaro il massimo carico assiale di questo modello di treno, in relazione alla classificazione delle linee ferroviarie.

## Diffusione
Sono stati commissionati in totale 109 convogli da parte di Trenitalia. 
Questi sono stati distribuiti in: Lazio (3 treni), Sardegna (12 treni), Sicilia (22 treni), Calabria (13 treni), Trentino (4 treni), Toscana (44 treni) e Friuli-Venezia Giulia (11 treni).